# Zona reservada Río Nieva
La zona reservada Río Nieva es un área protegida en el Perú. Se encuentra en el distrito de Yambrasbamba, provincia de Bongará, departamento de Amazonas.
Fue creado mediante Resolución Ministerial Nº 187-2010-MINAM el 9 de julio de 2015. Tiene una extensión de 36 348,30 hectáreas.
Cuenta con un amplio potencial turístico debido a su riqueza biológica y cultural. Así también tiene una diversidad paisajística que con un manejo adecuado puede generar ingresos por turismo vivencial y de naturaleza desarrollando circuitos y caminos que atraviesen por las diferentes formaciones vegetales.